# Aqua (Chicago)
Pour les articles homonymes, voir Aqua.
L'Aqua est un gratte-ciel résidentiel et hôtelier situé au 225 North Columbus Drive à Chicago, dans l'État de l'Illinois, aux États-Unis.
Le bâtiment se trouve au cœur du quartier résidentiel de New Eastside, dans la partie nord-est du secteur du Loop (Downtown Chicago), à proximité immédiate de certains des plus hauts gratte-ciel de Chicago tels le Two Prudential Plaza, l'Aon Center et le St. Regis Chicago, mais aussi de points d'intérêts majeurs de la ville tels Grant Park au sud, la promenade fluviale de la Chicago Riverwalk au nord, et la jetée Navy à l'est.
Achevé en 2009, le bâtiment mesure 262 mètres et comprend six niveaux de parking souterrains. Il a été conçu par la firme Studio Gang Architects, de l'architecte Jeanne Gang,. La construction se caractérise par ses balcons ondulés, différents à chaque étage, qui rappellent la déformation de la surface d'une masse d'eau sous l'effet du vent.
D'une superficie de 13 000 m2, le bâtiment compte un total de 80 étages et combine un hôtel, des bureaux, des appartements locatifs, des copropriétés et un parking, ainsi que l'une des plus grandes toitures végétales de Chicago. Il est surmonté d'une terrasse de 7 669 m2 et comprend des kiosques de jardin, des piscines, des bains tourbillons dédiés à la détente. ainsi que des équipements sportifs. Chaque étage couvre environ 1 500 m2.
L'immeuble a été récompensé par l'Emporis Skyscraper Award 2009, récompensant le gratte-ciel le plus remarquable de l'année 2009.
En 2018, à l'occasion du bicentenaire de l'État de l'Illinois, l'Aqua Building a été sélectionné comme l'un des 200 grands lieux de l'Illinois par l'American Institute of Architects de l'Illinois (AIA Illinois ; organisation professionnelle d'architectes américains) et a été reconnu par le magazine USA Today comme l'une des sélections de l'AIA Illinois pour les 25 lieux incontournables de l'Illinois. Le 8 Spruce Street à New York a souvent été comparé à l'Aqua.

## Description
L'Aqua Building fut conçu dans le style contemporain. En outre, l'aspect du bâtiment, avec ses balcons qui « ondulent comme des vagues d'eau » sur sa façade, peut être qualifié d'architecture « organique » (ces éléments en font un également un bâtiment de style architectural blob).
Conçu par Jeanne Gang, la directrice et fondatrice du cabinet Studio Gang Architects, il s'agit du premier gratte-ciel dans la carrière de l'architecte. Ce projet de bâtiment fut le plus important jamais attribué à un cabinet américain dirigé par une femme. Loewenberg & Associates sont les architectes du dossier, dirigés par James Loewenberg.
À la suite de la réalisation du bâtiment, Jeanne Gang fut reconnue comme l'une des architectes les plus en vue de sa génération.

## Architecture

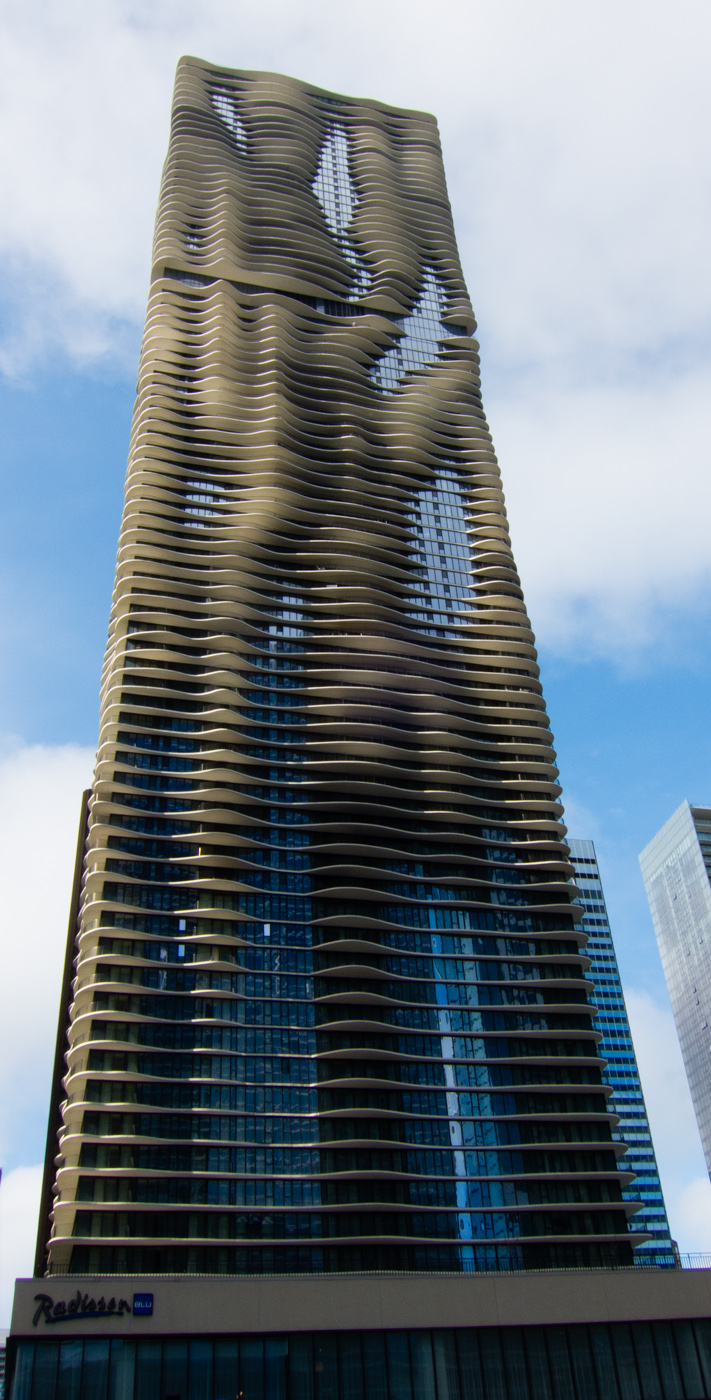
L'Aqua Building (2014).

L'Aqua Building est situé au 225 North Columbus Drive dans le quartier de New Eastside. La tour a été construite sur une ancienne gare de triage de l'Illinois Central Railroad adjacente à la rivière Chicago et au lac Michigan. L'architecte Jeanne Gang a conçu dans ses plans des balcons larges d'au moins 3,7 mètres afin d'optimiser le plus possible les chances de profiter de la vue panoramique sur les gratte-ciel de Downtown Chicago et le lac Michigan. Le bâtiment est composé de dalles de béton de formes irrégulières qui confèrent à la façade un aspect ondulé et sculptural. Pour créer ces dernières, Jeanne Gang s'est inspirée des affleurements de calcaire strié qui sont une caractéristique topographique commune dans la région des Grands Lacs. La tour est un projet tardif de reconversion du site industriel en site commercial et résidentiel.
Le bâtiment contient 55 000 pieds carrés (5 100 m2) de commerces et de bureaux, en plus des 215 chambres d'hôtel (étages 1-18), des 476 unités résidentielles locatives (étages 19-52), et des 263 unités de condominiums et penthouses (étages 53-81). À l'instar de la Trump International Hotel and Tower, située non loin dans le secteur de Near North Side, l'Aqua Building fait partie des rares gratte-ciel du centre-ville à combiner des condos, des appartements et un hôtel.
Le gestionnaire immobilier d'hôtels de luxe Strategic Hotels & Resorts souhaita faire l'acquisition des 15 premiers étages de l'espace hôtelier à l'achèvement du bâtiment. Cependant, la chaîne d'hôtels résilia son contrat de 84 millions de dollars en août 2008, citant des changements importants dans l'environnement économique causés par la crise financière mondiale de 2007-2008. Le 12 mai 2010, l'entreprise du secteur du tourisme Carlson annonça qu'elle acceptait d'investir 125 millions de dollars pour ouvrir le premier hôtel Radisson Blu aux États-Unis sur 18 étages vacants de la tour. Le 1er novembre 2011, l'hôtel de 334 chambres ouvrit ses portes sous le nom de « Radisson Blu Aqua Hotel Chicago ». Depuis plusieurs années, la société Aqua Realty Holdings LLC est propriétaire du bâtiment.
Le terme « Aqua » (mot latin signifiant « eau ») fut attribué à l'immeuble par l'entreprise Magellan Development Group LLC. Il s'inscrit dans le thème nautique des autres bâtiments du projet Lake Shore East, et est dérivé des formes ondulées des balcons qui rappellent la forme des vagues d'eau ; la proximité du lac Michigan a également influencé son nom. Paul Treacy fut désigné comme l'un des « 25 meilleurs créateurs de l'année 2008 » par Engineering News-Record (ENR) pour l'ingénierie, la conception et la mise en œuvre de la façade ondulante du bâtiment.

### Balcons

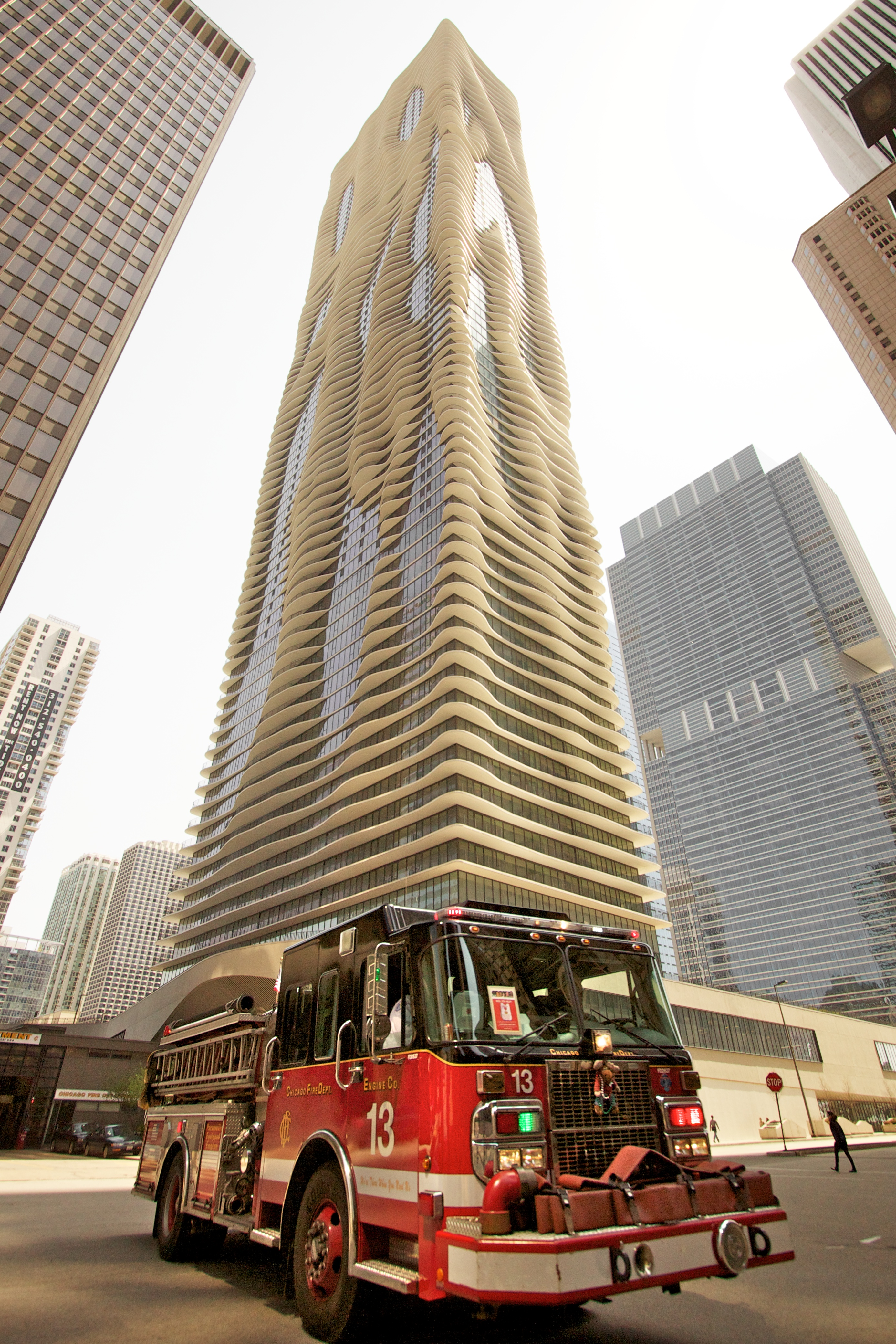
Camion du CFD traversant le cœur du quartier de New Eastside au pied de l'Aqua Building (2011).

Jeanne Gang fut encore une jeune architecte lorsqu'elle et son cabinet, le Studio Gang, prirent en charge le projet. Gang commença à concevoir un projet comprenant des balcons s'étendant de 2 à 12 pieds vers l'extérieur d'un bâtiment. Gang s'inspira de la topographie des affleurements calcaires en couches sédimentaires typiques de la région des Grands Lacs.
Les balcons ont une épaisseur de 9 pouces et deviennent plus minces à mesure qu'ils s'étendent vers l'extérieur pour faciliter le drainage des eaux de pluie. James Loewenberg aida la SGA à trouver un moyen efficace de créer les balcons en béton. Il découvrit qu'une plaque d'acier en forme de bord guidait la coulée et qu'une fois le séchage terminé, elle pouvait être ramenée à un plan droit et réutilisée pour d'autres courbes sur les autres balcons. Un des avantages qu'apportent les balcons courbes, c'est qu'ils protègent le bâtiment des bourrasques parfois violentes qui proviennent du lac Michigan. La conception de ces balcons constitua l'un des défis les plus difficiles à relever dans l'ingénierie des gratte-ciel.

### Développement durable
Le développement durable a été un facteur important dans la conception du bâtiment. Gang et son équipe d'architectes ont peaufiné les extensions de la terrasse pour maximiser l'ombrage solaire, et d'autres caractéristiques durables comprennent un système d'irrigation à faible consommation d'eau et un éclairage à faible consommation d'énergie.
La toiture végétale, située au sommet de la base de la tour, est l'une des plus importantes de Chicago. Certifié LEED-NC, l'Aqua Building est un bâtiment de haute qualité environnementale (HQE). Malgré ses efforts pour être durable, sa conception de dalle de béton monolithique sans rupture d'isolation transfère très efficacement la chaleur de l'intérieur vers l'extérieur (en hiver) et de l'extérieur vers l'intérieur (en été) en raison du pont thermique. Environ 16 % des déchets issus de la construction de la tour ont été envoyés dans des centres de recyclage au lieu d'être mis en décharge.
De nombreuses initiatives écologiques font partie intégrante de la conception de l'immeuble. On peut citer les revêtements de sol en bambou dont la production est meilleure que celle du bois dur, les comptoirs en quartz HanStone certifiés Greenguard et l'installation des accessoires de plomberie qui réduisent le nombre de gallons par écoulement afin d'économiser la consommation d'eau.

## Galerie d'images

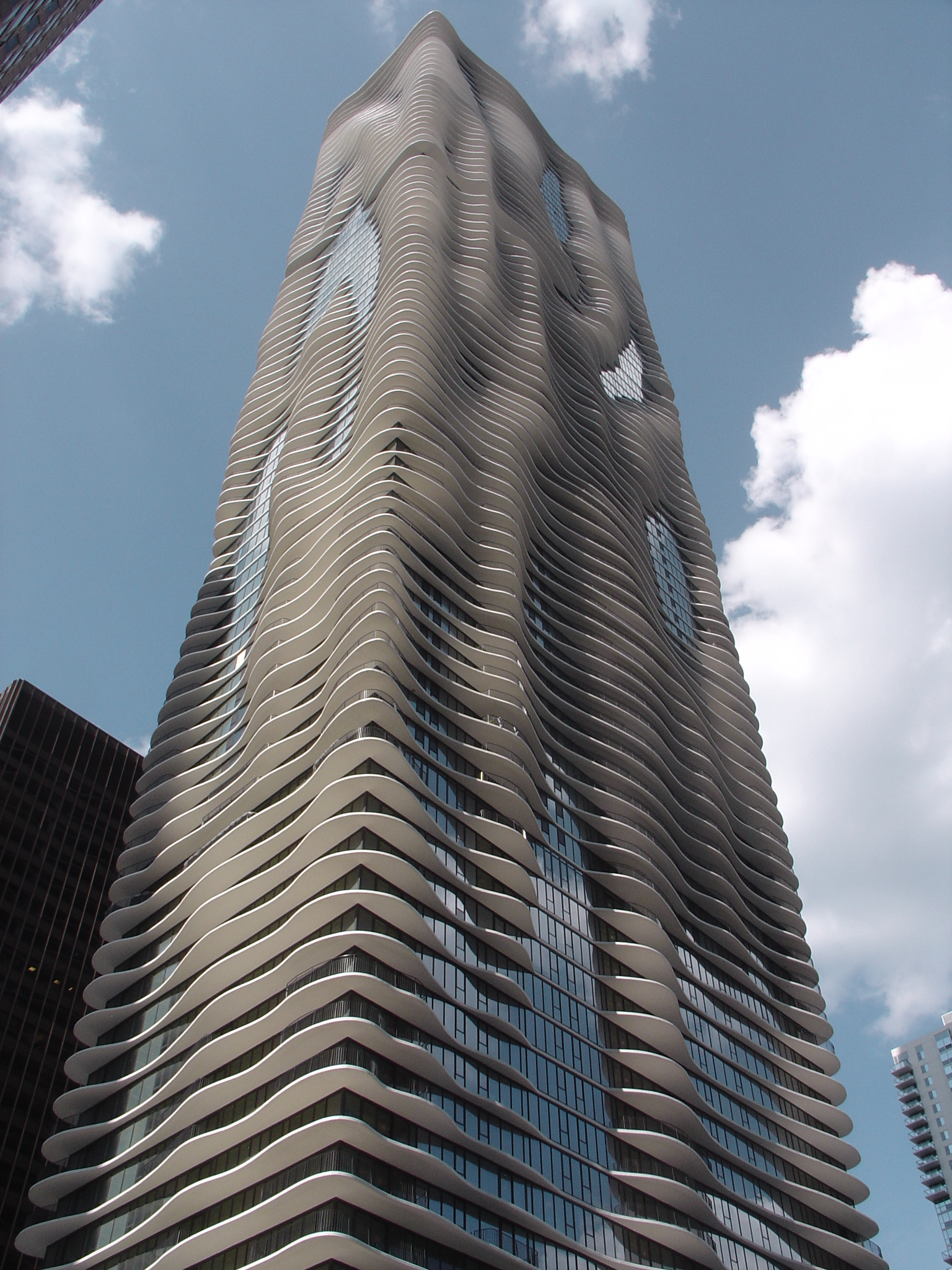
Vue de l'angle sud-ouest.
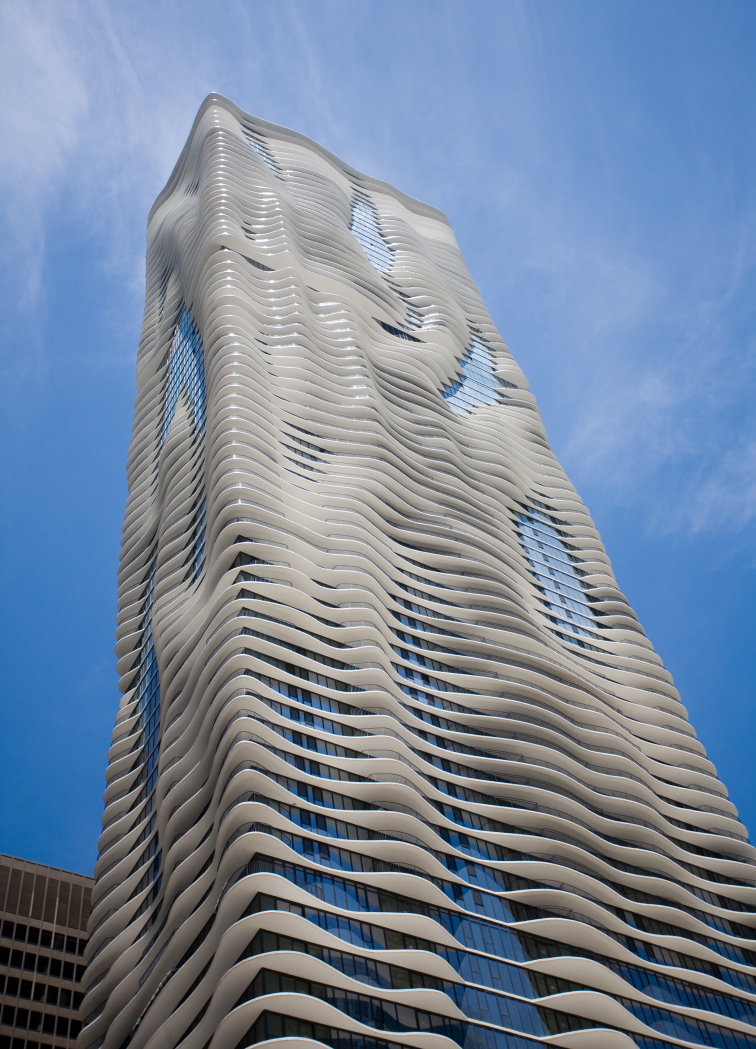
Autre vue.
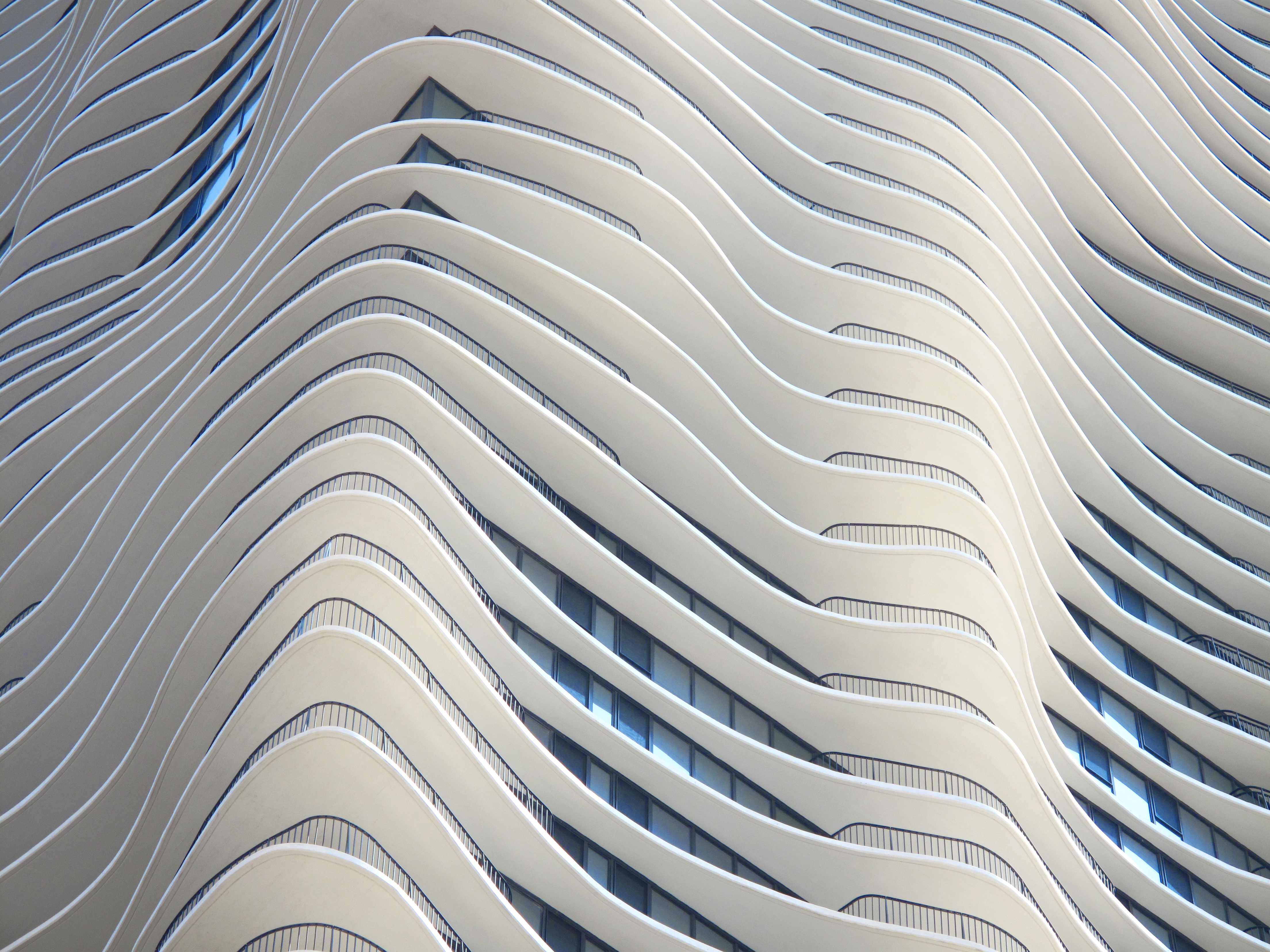
Les balcons vus d'en dessous.
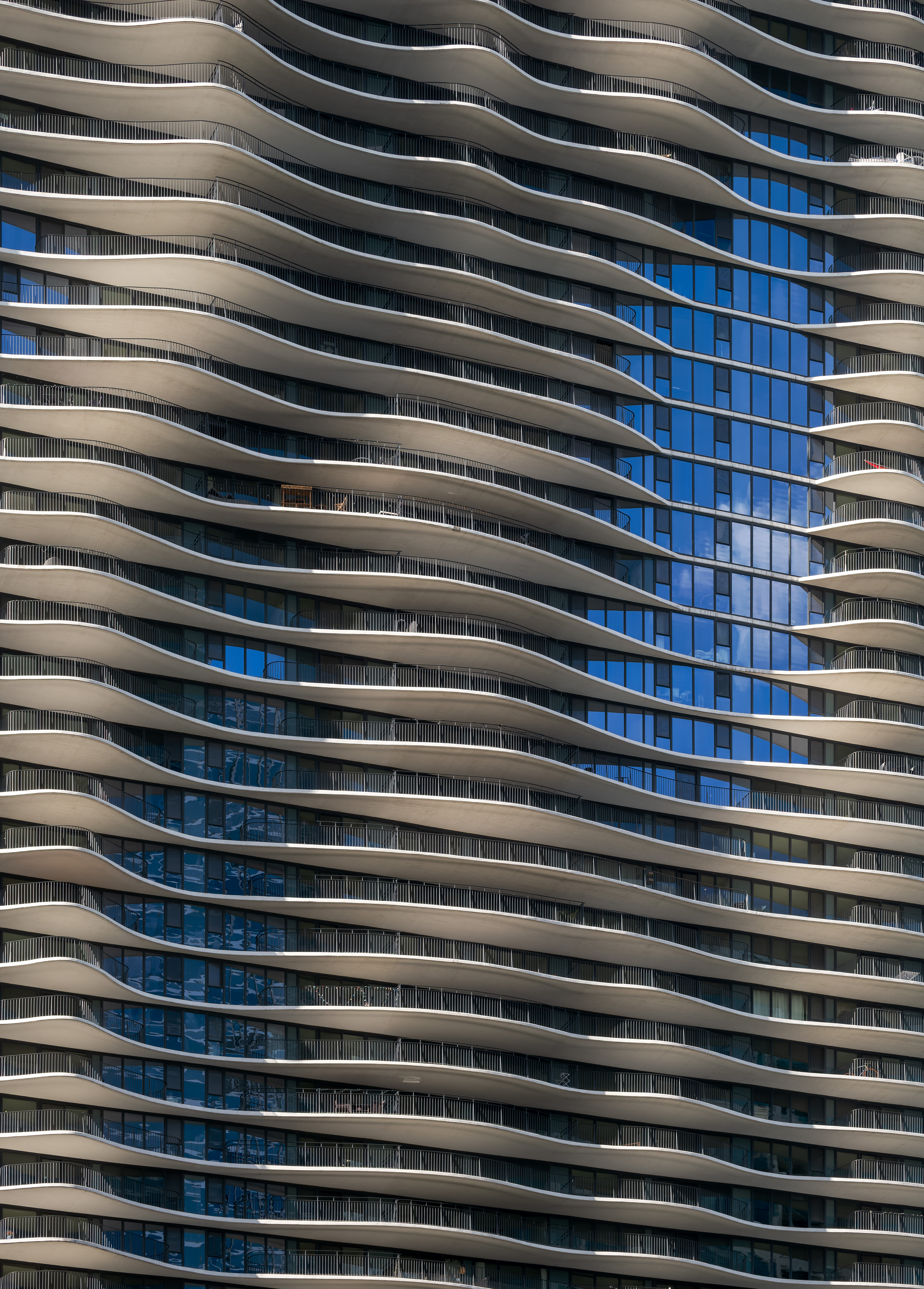
Détails des balcons.
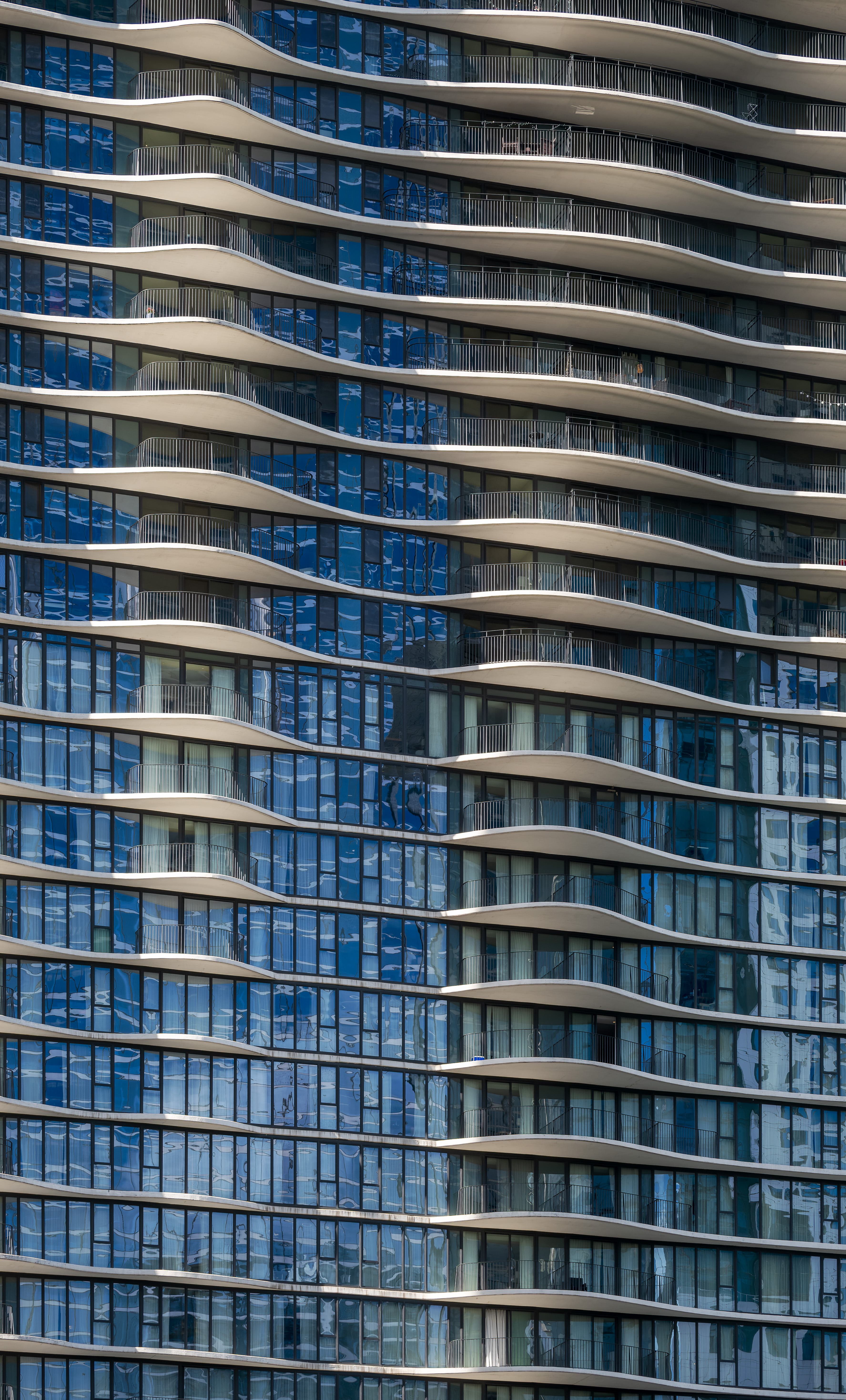
Détails de la façade.
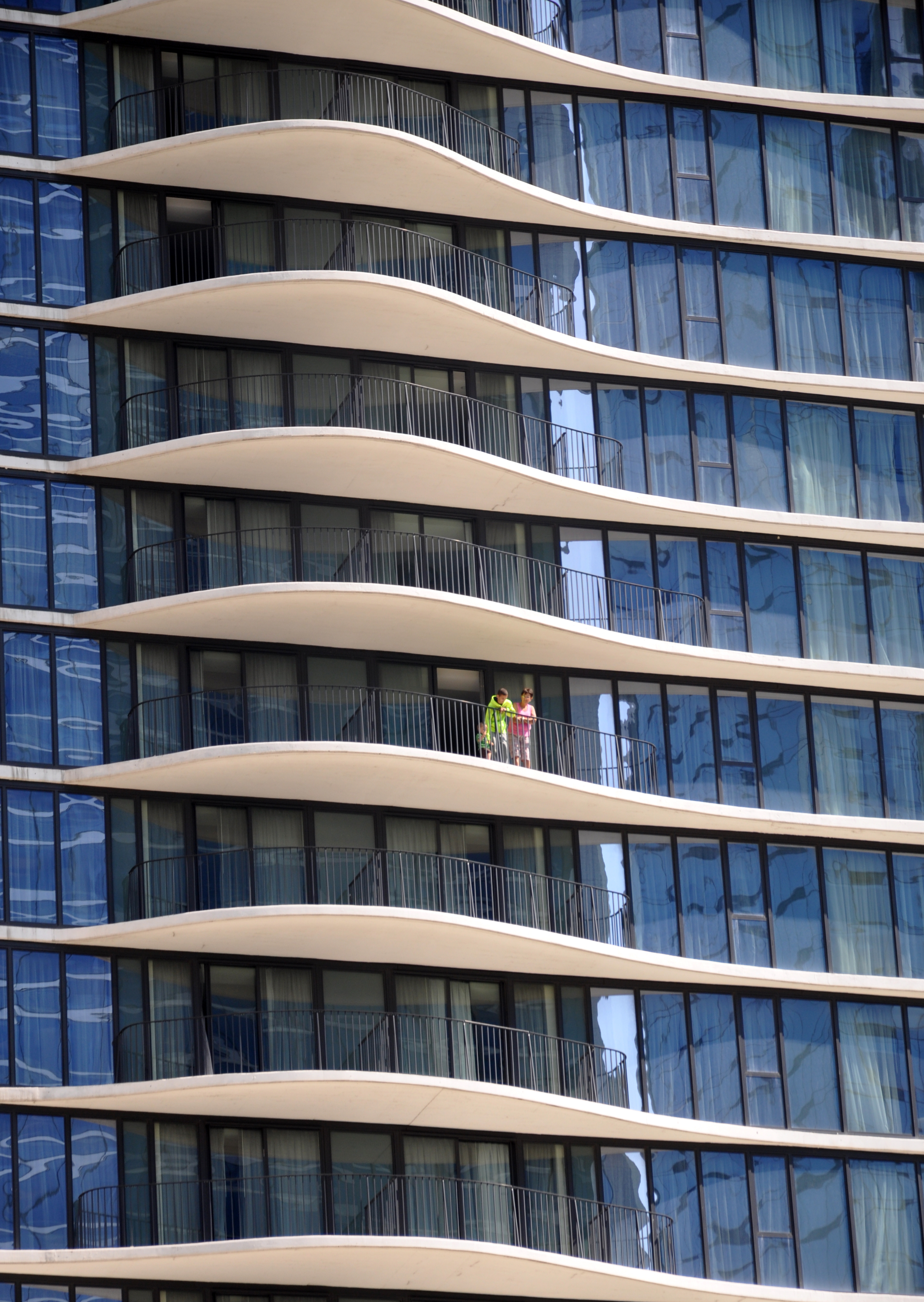
Balcons.